# Chaume-lès-Baigneux
Pour les articles homonymes, voir Chaume.
Chaume-lès-Baigneux est une commune française située dans le canton de Châtillon-sur-Seine du département de la Côte-d'Or, en région Bourgogne-Franche-Comté.

## Géographie

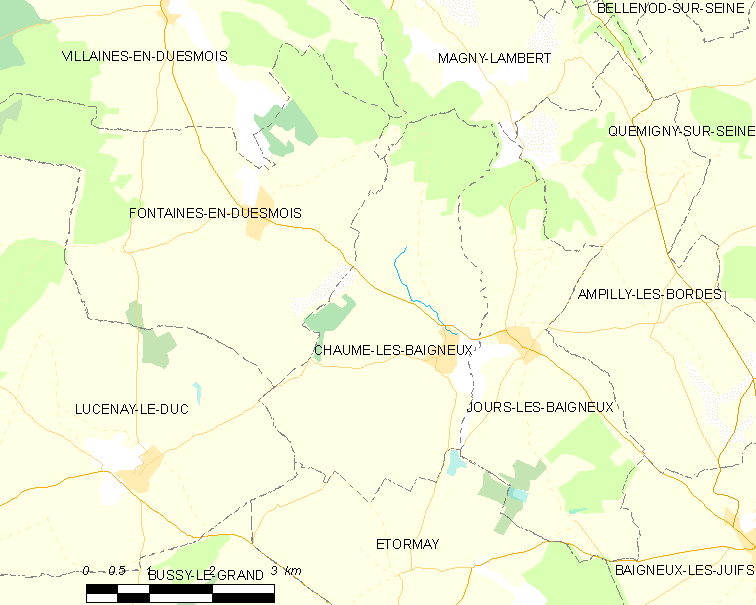

Sur le plateau du Duesmois, Chaume-lès-Baigneux est une commune de la haute vallée de la Laignes (ou Laigne). Cette rivière, qui disparaît dans une perte karstique sur la commune de Puits à une quinzaine de kilomètres au nord-ouest, donne le point d'altitude minimum du territoire à 343 m à sa sortie du finage, et sépare deux parties plus élevées du plateau : celle du sud vouée à l'agriculture culmine à 424 m, celle du nord partagée entre bois et agriculture s'élève à 405 m. Au fond des vallées de la Laignes et du ruisseau de la Planchotte s'ouvrent de belles prairies à pâturages, surtout près du village où se réunissent les deux cours d'eau.

### Accès
Le territoire de 12,7 km2 plutôt allongé nord-sud est traversé ouest-est par la route départementale 21 (D 21) qui relie Laignes à la D 971 (de Châtillon-sur-Seine à Dijon, ex RN 71 de Troyes à Dijon) près de Baigneux-les-Juifs.

### Hydrographie
Après avoir alimenté trois étangs sur les communes de Jours-lès-Baigneux puis d'Étormay, la Laigne (ou ruisseau de Marcenay) entre sur le territoire de la commune par le sud-est en s'orientant vers le nord, suivant la limite de commune sur environ deux kilomètres. Elle contourne ensuite le village par le nord pour se diriger vers le nord-est et traverser le finage ; c'est dans cette courbe qu'elle reçoit en rive droite le ruisseau de la Planchotte, né sur le finage d'Ampilly-les-Bordes qui forme également deux petits étangs sur la commune de Jours-lès-Baigneux. Un autre ruisseau, sans nom sur la carte de l'IGN, part du lavoir au sud du village pour rejoindre la Laigne après la confluence de la Planchotte en rive gauche ; c'est le seul cours d'eau à courir entièrement sur la commune. La Laigne grossie de ses affluents disparaît dans une perte karstique à Puits pour réapparaître comme résurgence dans le bourg de Laignes plus au nord après une vingtaine de kilomètres de parcours souterrain (on trouve parfois le toponyme Laigne (sans s) pour différencier ce premier cours de celui qui se jette dans la Seine, le site du SANDRE le nomme ruisseau de Marcenay). Quelques autres sources existent sur la commune (comme dans la combe Gautrot) mais ne donnent pas suite à des cours d'eau.

### Hameaux, écarts, lieux-dits
La population est regroupée dans le village, la commune n'a pas de hameau rattaché.
- Habitat ou bâti écarté : ferme de Combe Là-Haut, un moulin et une huilerie en ruines.
- Lieux-dits d'intérêt local : le Pré aux Merles, combe Gautrot, bois de Chaume, de la Vaseroye.

### Climat
Pour des articles plus généraux, voir Climat de la Bourgogne-Franche-Comté et Climat de la Côte-d'Or.
En 2010, le climat de la commune est de type climat des marges montargnardes, selon une étude du Centre national de la recherche scientifique s'appuyant sur une série de données couvrant la période 1971-2000. En 2020, Météo-France publie une typologie des climats de la France métropolitaine dans laquelle la commune est exposée à un climat océanique altéré et est dans la région climatique  Lorraine, plateau de Langres, Morvan, caractérisée par un hiver rude (1,5 °C), des vents modérés et des brouillards fréquents en automne et hiver. 
Pour la période 1971-2000, la température annuelle moyenne est de 10,2 °C, avec une amplitude thermique annuelle de 16,8 °C. Le cumul annuel moyen de précipitations est de 869 mm, avec 12,5 jours de précipitations en janvier et 8,2 jours en juillet. Pour la période 1991-2020, la température moyenne annuelle observée sur la station météorologique de Météo-France la plus proche, « Montbard_sapc », sur la commune de Montbard à 18 km à vol d'oiseau, est de 11,4 °C et le cumul annuel moyen de précipitations est de 853,5 mm,. Pour l'avenir, les paramètres climatiques de la commune estimés pour 2050 selon différents scénarios d'émission de gaz à effet de serre sont consultables sur un site dédié publié par Météo-France en novembre 2022.

## Urbanisme

### Typologie
Au 1er janvier 2024, Chaume-lès-Baigneux est catégorisée commune rurale à habitat très dispersé, selon la nouvelle grille communale de densité à 7 niveaux définie par l'Insee en 2022.
Elle est située hors unité urbaine et hors attraction des villes,.

### Occupation des sols
L'occupation des sols de la commune, telle qu'elle ressort de la base de données européenne d’occupation biophysique des sols Corine Land Cover (CLC), est marquée par l'importance des territoires agricoles (83,1 % en 2018), une proportion identique à celle de 1990 (83,1 %). La répartition détaillée en 2018 est la suivante : terres arables (79,8 %), forêts (14,9 %), prairies (2,8 %), zones urbanisées (2 %), zones agricoles hétérogènes (0,5 %). L'évolution de l’occupation des sols de la commune et de ses infrastructures peut être observée sur les différentes représentations cartographiques du territoire : la carte de Cassini (XVIIIe siècle), la carte d'état-major (1820-1866) et les cartes ou photos aériennes de l'IGN pour la période actuelle (1950 à aujourd'hui).

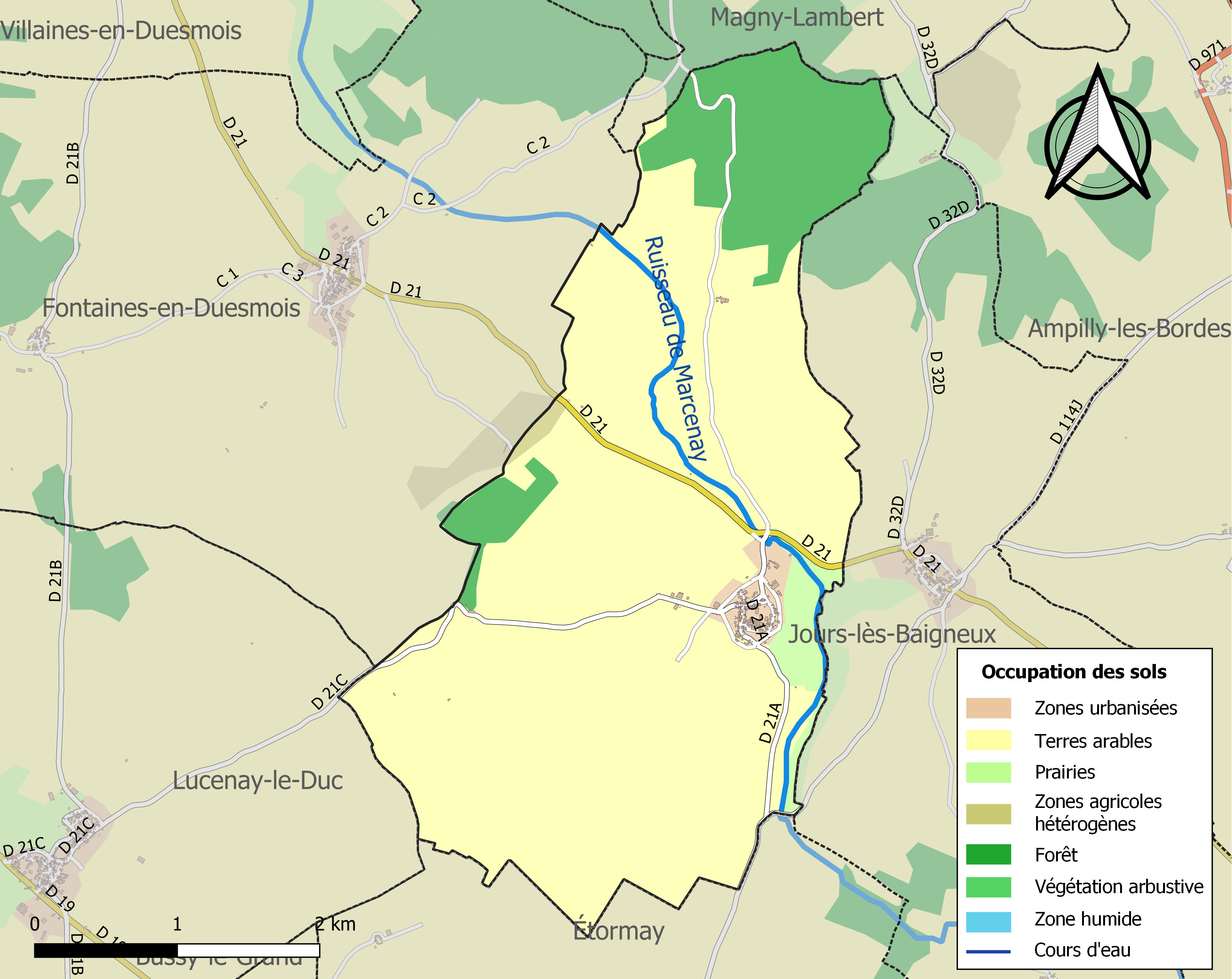
Carte des infrastructures et de l'occupation des sols de la commune en 2018 (CLC).

## Toponymie
Chaume : issu du bas latin calma « friche, lande ».

## Histoire

### Moyen Âge
L'abbé de Châtillon est le seigneur des lieux depuis une donation de 1117.

### Époque moderne
Les habitants sont affranchis par une charte de 1515 puis le village est clos de murs par autorisation d'Henri III.

### Époque contemporaine
Le train à voie métrique Châtillon-Dijon avait une halte-gare à Chaume-les-Baigneux.

## Politique et administration
| Période                                  | Période  | Identité      | Étiquette | Qualité |
| ---------------------------------------- | -------- | ------------- | --------- | ------- |
| mars 2001                                | en cours | Michel Franck |           |         |
| Les données manquantes sont à compléter. |          |               |           |         |

## Démographie
L'évolution du nombre d'habitants est connue à travers les recensements de la population effectués dans la commune depuis 1793. Pour les communes de moins de 10 000 habitants, une enquête de recensement portant sur toute la population est réalisée tous les cinq ans, les populations de référence des années intermédiaires étant quant à elles estimées par interpolation ou extrapolation. Pour la commune, le premier recensement exhaustif entrant dans le cadre du nouveau dispositif a été réalisé en 2004.

En 2022, la commune comptait 105 habitants, en évolution de +16,67 % par rapport à 2016 (Côte-d'Or : +0,82 %, France hors Mayotte : +2,11 %).
| 1793 | 1800 | 1806 | 1821 | 1831 | 1836 | 1841 | 1846 | 1851 |
| ---- | ---- | ---- | ---- | ---- | ---- | ---- | ---- | ---- |
| 241  | 257  | 240  | 251  | 304  | 327  | 305  | 294  | 273  |

| 1856 | 1861 | 1866 | 1872 | 1876 | 1881 | 1886 | 1891 | 1896 |
| ---- | ---- | ---- | ---- | ---- | ---- | ---- | ---- | ---- |
| 273  | 236  | 229  | 229  | 215  | 207  | 201  | 179  | 177  |

| 1901 | 1906 | 1911 | 1921 | 1926 | 1931 | 1936 | 1946 | 1954 |
| ---- | ---- | ---- | ---- | ---- | ---- | ---- | ---- | ---- |
| 161  | 180  | 164  | 138  | 135  | 129  | 147  | 133  | 135  |

| 1962 | 1968 | 1975 | 1982 | 1990 | 1999 | 2004 | 2006 | 2009 |
| ---- | ---- | ---- | ---- | ---- | ---- | ---- | ---- | ---- |
| 133  | 100  | 100  | 105  | 90   | 89   | 87   | 80   | 99   |

| 2014 | 2019 | 2022 | - | - | - | - | - | - |
| ---- | ---- | ---- | - | - | - | - | - | - |
| 92   | 99   | 105  | - | - | - | - | - | - |

## Culture locale et patrimoine

### Lieux, monuments et pôles d'intérêt

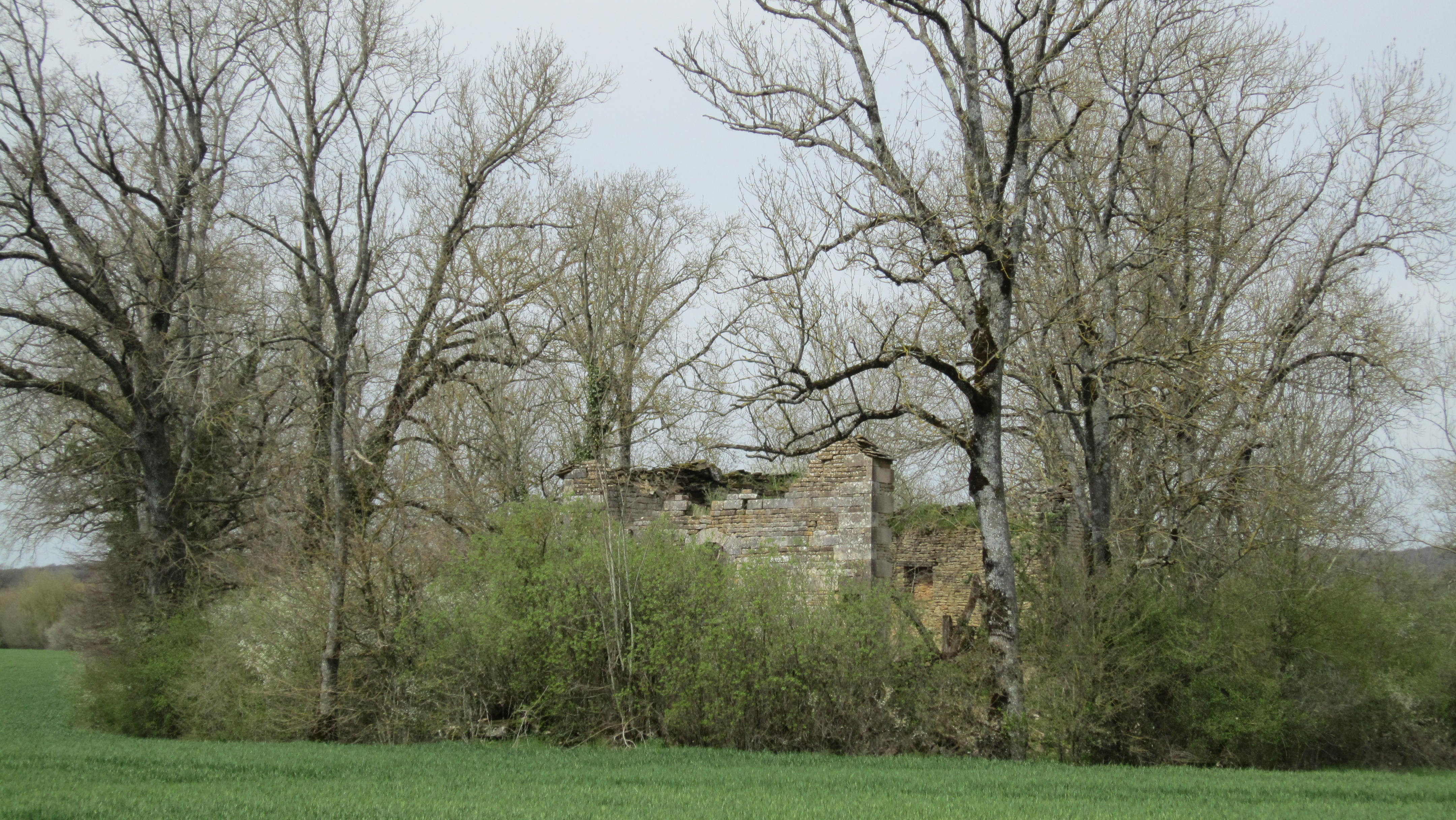
L'huilerie.

En 2016, la commune compte 1 monuments inscrits à l'inventaire des monuments historiques, 21 monuments ou édifices répertoriés à l'Inventaire général du patrimoine culturel et 25 objets répertoriés à l'IGPC.
- Huilerie  Classé MH (1993)[23] : ruines dans un bosquet au nord-ouest hors du village en rive gauche de la Laignes.
- Plusieurs croix monumentales et plusieurs bâtiments (maisons, fermes et une grange anciennes) sont répertoriées IGPC sur la commune.
- Église de l'Annonciation. Statuaire en bois polychrome du XVIIIe siècle : saint Jacques et saint Roch (IGPC 1990)[24].
- Mairie-école début XIXe, bâtiment avec un étage, en moellons enjolivé de pierres de taille dans les angles et autour des ouvertures (IGPC 1990)[25].
- Lavoir en moellons, couvert d'un toit à demi-croupe, au sud du village sur une source qui rejoint la Laignes (IGPC 1990)[26].